# Projet de troisième aéroport en région parisienne
Ne doit pas être confondu avec Aéroport de Paris - Le Bourget ou Aéroport de Paris-Beauvais.
Depuis les années 1990, la construction d'un troisième aéroport international près de Paris est évoquée en complément des plateformes existantes d'Orly et Roissy-Charles-de-Gaulle.
Le projet est officiellement lancé en 1996 en vue d'anticiper la croissance du trafic aérien en région parisienne. Le site de Beauvilliers (Eure-et-Loir) est d'abord sélectionné, avant d'être écarté en 2001 au profit de Chaulnes (Somme). Toutefois, devant l'opposition suscitée et en raison d'un modèle économique incertain, le projet de troisième aéroport est finalement abandonné en 2003.

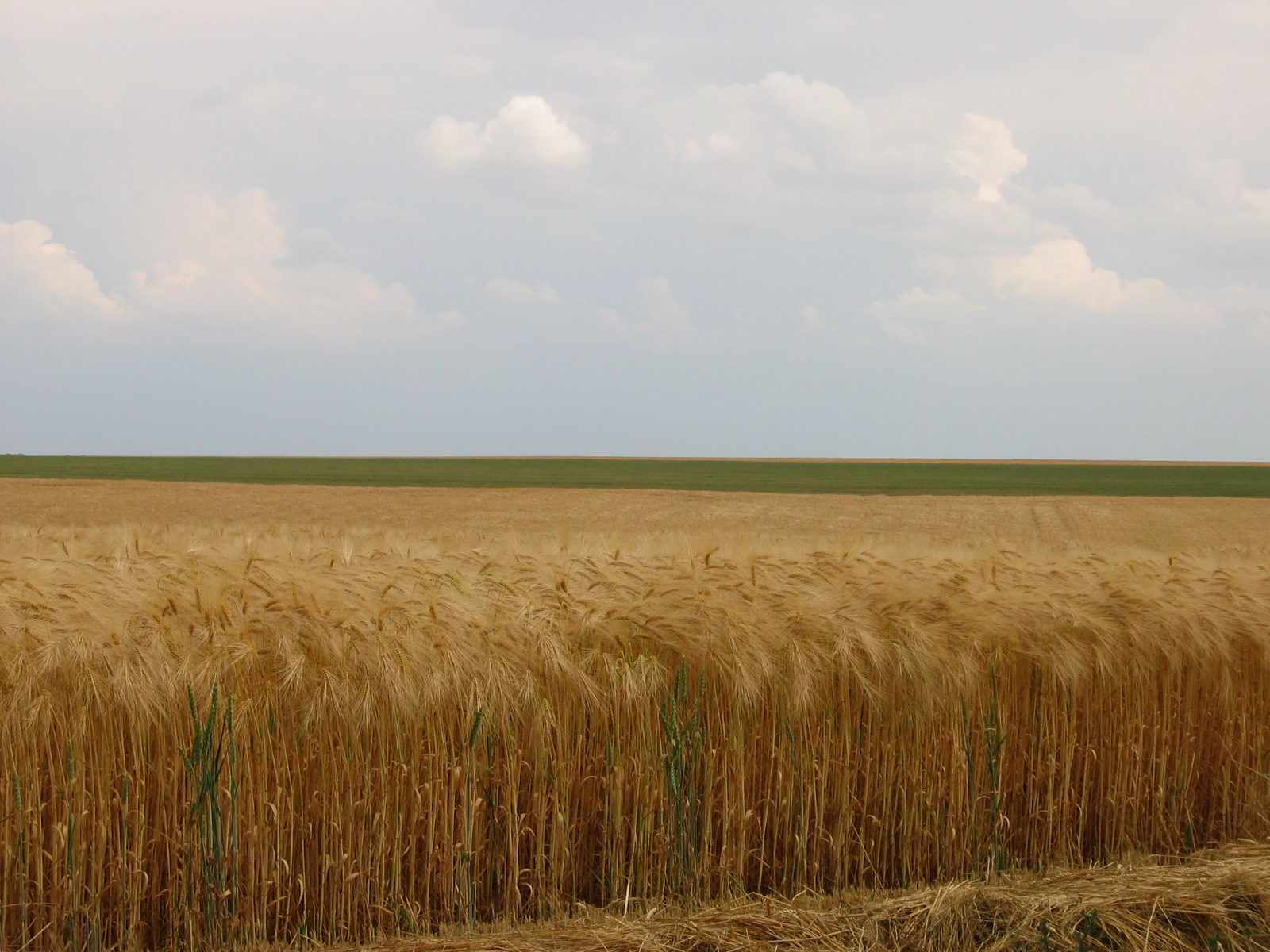
La plaine céréalière de la Beauce, souvent pressentie pour accueillir le troisième aéroport de la région parisienne.

## Historique

### Rapport Douffiagues et choix du site de Beauvilliers
En décembre 1994, le ministre des Transports Bernard Bosson charge son prédécesseur Jacques Douffiagues de réaliser un rapport d'anticipation sur les évolutions du trafic aérien dans le Bassin parisien. Le rapport est remis à la nouvelle secrétaire d'État aux transports, Anne-Marie Idrac, le 31 juillet 1995. Outre la construction de deux nouvelles pistes à Paris-Charles-De-Gaulle, l'auteur du rapport esquisse la possibilité de construire à long terme un troisième aéroport en périphérie de Paris, en complément de Roissy. S'il ne se prononce pas officiellement sur sa nécessité, il recommande néanmoins des réservations foncières afin de préserver l'avenir.

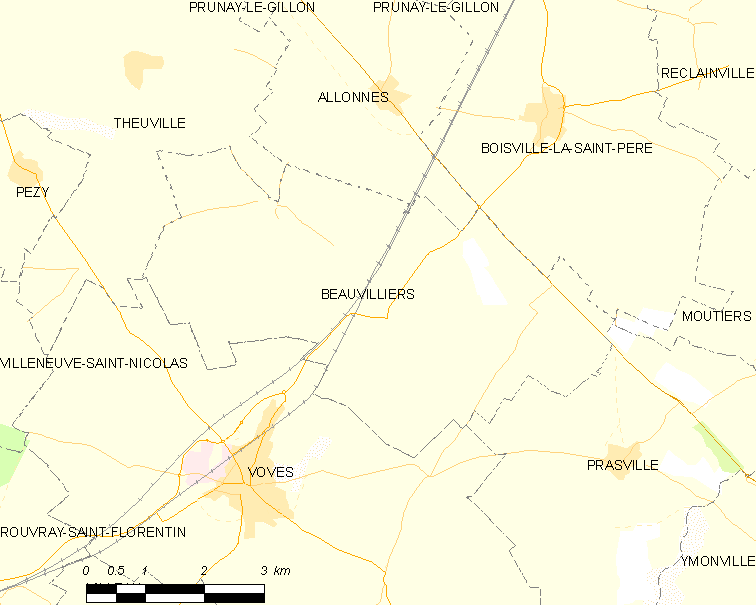
Situation géographique de la commune de Beauvilliers, site envisagé du troisième aéroport parisien.

En octobre 1995, le gouvernement d'Alain Juppé officialise le projet d'un nouvel aéroport parisien à l'horizon 2015-2030. Si le projet ne se justifie pas par un manque de capacité — l'aéroport de Roissy est alors en pleine expansion — il constitue cependant un gage donné aux riverains d'Orly et Roissy qui dénoncent les nuisances liées à l'aviation et refusent tout expansion. En 1996 le site de Beauvilliers, situé en Eure-et-Loir à 80 km de Paris, est sélectionné. Le village de la Beauce, situé en pleine culture céréalière, a l'avantage d'être situé à proximité de l'autoroute A10 et de la LGV Atlantique, mettant ainsi l'aéroport à une vingtaine de minutes de Paris en TGV.

### Remise en cause sous le gouvernement Jospin et projet à Chaulnes
En 1997, les élections législatives qui portent au pouvoir le gouvernement socialiste de Lionel Jospin bouleversent le projet. À peine nommé, le Premier ministre annonce l'abandon du site de Beauvilliers. Le ministre des Transports, Jean-Claude Gayssot, est chargé de reprendre les réflexions en vue d'implanter le troisième aéroport parisien. Afin de donner satisfaction aux riverains de Roissy qui refusent tout agrandissement supplémentaire, le gouvernement a en effet promis de limiter la croissance du trafic à 55 millions de passagers annuels. Il envisage par conséquent l'établissement d'un nouvel aéroport à l'horizon 2020.
En novembre 2001, le gouvernement Jospin annonce que le site de Chaulnes, dans la Somme, a été retenu. L'aéroport, situé à 125 km au nord de Paris entre Amiens et Saint-Quentin, doit être connecté aux autoroutes A1 et A29 ainsi qu'à la gare TGV Haute-Picardie,. Le coût est estimé à 30 milliards de francs. Le projet suscite de nombreux espoirs en Picardie, où l'on attend la création de 60 000 emplois liés à la plateforme aéroportuaire.

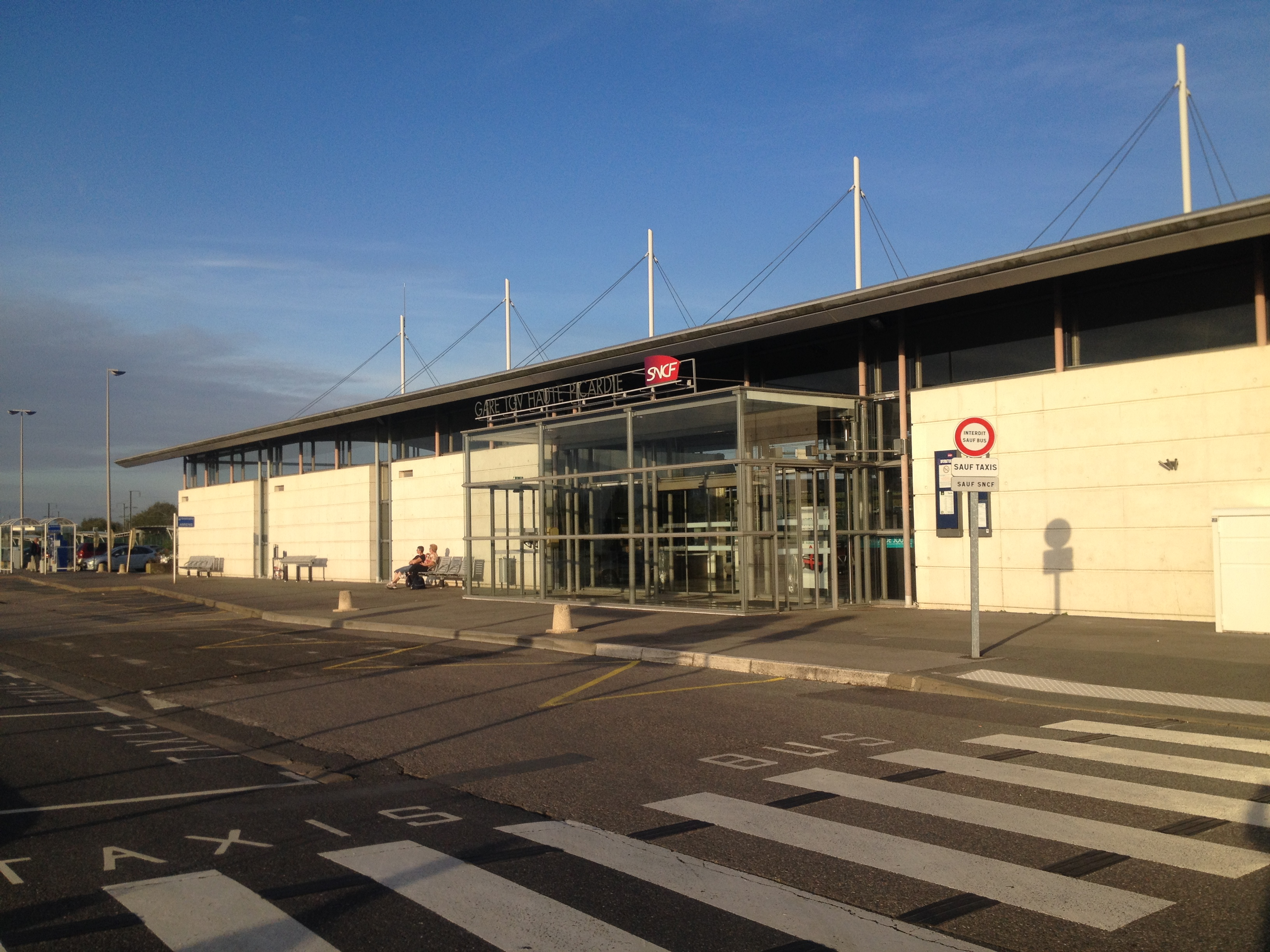
Le site de Chaulnes aurait été relié à l'A1 et la gare TGV Haute-Picardie.

La pertinence d'un aéroport situé aussi loin de Paris est cependant remise en cause par les opposants, alors que Roissy n'est pas en limite de capacité. À titre de comparaison l'aéroport de Londres-Stansted, ouvert en 1991 à une cinquantaine de kilomètres de Londres, a été un échec retentissant à ses débuts. Localement les communes menacées d'expropriation mènent une lutte farouche contre le projet d'aéroport. En décembre 2001, quarante-six d'entre elles vont jusqu'à organiser un référendum illégal qui réunit 12 414 électeurs et voit la victoire du « Non » à près de 91 %. Parmi les critiques du projet figure le ministre écologiste Yves Cochet, pourtant membre du gouvernement de Lionel Jospin. Début 2002 le candidat écologiste à l'élection présidentielle Noël Mamère rend visite aux opposants.

### Abandon du projet
Après les élections présidentielle et législatives de 2002, le sort du troisième aéroport est de nouveau incertain. L'opposition ne faiblit pas et sa rentabilité socio-économique n'est pas établie, alors que Roissy et Orly ne sont pas saturés. La fusion annoncée entre Air France et KLM doit par ailleurs renforcer la place d'Amsterdam-Schiphol et rend caduque l'idée d'une nouvel aéroport parisien. En 2003 le troisième aéroport est officiellement annulé par le ministre des Transports Gilles de Robien.
L'aéroport de Beauvais-Tillé, ouvert aux vols commerciaux depuis 1956, monte progressivement en puissance à partir de 1997 en tirant partie de la libéralisation de l'aviation civile dans l'Union européenne. Située à environ 100 km de la capitale, la plateforme picarde adopte le nom commercial « Paris-Beauvais » et joue le rôle officieux de troisième aéroport parisien pour les compagnies à bas prix, dont la plus importante est Ryanair. En 2010, un deuxième terminal est inauguré afin de faire face à la croissance du trafic.

## Postérité
L'idée de construire un troisième aéroport international en région parisienne revient encore sporadiquement sur le devant de la scène. 
En 2016, la commission du développement durable et de l'aménagement du territoire de l'Assemblée nationale remet un rapport pour répondre à la saturation d'Orly et Roissy à l'horizon 2034. Celui-ci propose le site de Césarville-Dossainville, dans la Beauce, comme pouvant accueillir un futur troisième aéroport qui serait en correspondance avec l'éventuelle LGV Paris Orléans Clermont-Ferrand Lyon (POCL). Une alternative évoquée est l'ouverture aux passagers de l'aéroport existant de Vatry, dans la Marne. 
Les maires de Chartres et de Châteaudun ont proposé, dans le cadre de la reconversion de la base aérienne 279 de Châteaudun qui a fermé en 2021, d'y établir « un grand aéroport au sud-ouest de Paris ». Ils mettent en avant le fait que cela éviterait de devoir artificialiser des terres agricoles car le site dispose déjà d'une piste de 2 300 m de long,.